# پلومتسی
پلومتسی (به لاتین: Plumci) یک منطقهٔ مسکونی در مونته‌نگرو است که در شهرداری روژایه واقع شده‌است. پلومتسی ۱۶۶ نفر جمعیت دارد.